# Чиж бразильський
Чиж бразильський (Carduelis yarrellii) — вид горобцеподібних птахів родини в'юркових (Fringillidae). Птах поширений в Бразилії та Венесуелі. Населяє відкриті місцевості, поля, плантації, урбанізовані території.